# Nejproduktivnější hráč Tipsport ELH
Nejproduktivnější hráč Tipsport extraligy ledního hokeje je trofej udělovaná nejlepšímu hráči v kanadském bodování sezóny extraligy. Trofej je sponzorována a udělována Českou televizí a Tipsportem.

## Sponzoři
- 1995/96 – Česká televize a Staropramen
- 1996/97 – Česká televize a Staropramen
- 1997/98 – Česká televize a Staropramen
- 1998/99 – Česká televize a Staropramen
- 1999/00 – Česká televize a Český Telecom
- 2000/01 – Česká televize a Český Telecom
- 2001/02 – Česká televize a Český Telecom
- 1902/03 – Česká televize a Český Telecom
- 2003/04 – Česká televize a Tipsport
- 2004/05 – Česká televize a Tipsport
- 2005/06 – Česká televize a Tipsport
- 2006/07 – Česká televize a O2 Czech Republic
- 2007/08 – Česká televize a O2 Czech Republic
- 2008/09 – Česká televize a O2 Czech Republic
- 2009/10 – Česká televize a O2 Czech Republic
- 2010/11 – Česká televize a O2 Czech Republic
- 2011/12 – Česká televize a Tipsport
- 2012/13 – Česká televize a Tipsport
- 2013/14 – Česká televize a Tipsport
- 2014/15 – Česká televize a Tipsport

## Seznam nejproduktivnějších hokejistů

### Základní část
| Hráč           | Počet | Rok              | Klub                             |
| -------------- | ----- | ---------------- | -------------------------------- |
| Milan Gulaš    | 3x    | 2018, 2019, 2020 | HC Škoda Plzeň                   |
| Pavel Patera   | 2x    | 1994, 1995       | Poldi SONP Kladno                |
| Richard Král   | 2x    | 2000, 2003       | HC Oceláři Třinec                |
| Petr Ton       | 2x    | 2008, 2014       | HC Sparta Praha                  |
| Roman Červenka | 2x    | 2010, 2016       | HC Slavia Praha, Piráti Chomutov |
| Martin Růžička | 2x    | 2013, 2023       | HC Oceláři Třinec                |

| Sezóna                      | Vítěz            | Utkání | Branky | Nahrávky | Body | Klub                 | Link |
| --------------------------- | ---------------- | ------ | ------ | -------- | ---- | -------------------- | ---- |
| 1993/1994                   | Pavel Patera     | 43     | 21     | 39       | 60   | Poldi SONP Kladno    | Zde  |
| 1994/1995                   | Pavel Patera     | 43     | 26     | 49       | 75   | Poldi SONP Kladno    | Zde  |
| 1995/1996                   | Vladimír Růžička | 37     | 21     | 47       | 68   | HC Slavia Praha      | Zde  |
| 1996/1997                   | Roman Horák      | 51     | 21     | 52       | 73   | HC Sparta Praha      | Zde  |
| 1997/1998                   | David Moravec    | 51     | 38     | 26       | 64   | HC Vítkovice         | Zde  |
| 1998/1999                   | David Výborný    | 52     | 24     | 46       | 70   | HC Sparta Praha      | Zde  |
| 1999/2000                   | Richard Král     | 49     | 24     | 53       | 77   | HC Oceláři Třinec    | Zde  |
| 2000/2001                   | Patrik Martinec  | 52     | 22     | 37       | 59   | HC Sparta Praha      | Zde  |
| 2001/2002                   | Petr Leška       | 52     | 28     | 40       | 68   | HC Continental Zlín  | Zde  |
| 2002/2003                   | Richard Král     | 45     | 22     | 45       | 67   | HC Oceláři Třinec    | Zde  |
| 2003/2004                   | Josef Beránek    | 51     | 16     | 47       | 63   | HC Slavia Praha      | Zde  |
| 2004/2005                   | Michal Mikeska   | 50     | 21     | 34       | 55   | HC Moeller Pardubice | Zde  |
| 2005/2006                   | Jan Marek        | 48     | 22     | 32       | 54   | HC Sparta Praha      | Zde  |
| 2006/2007                   | Jaroslav Hlinka  | 46     | 19     | 38       | 57   | HC Sparta Praha      | Zde  |
| 2007/2008                   | Petr Ton         | 50     | 27     | 16       | 43   | HC Sparta Praha      | Zde  |
| 2008/2009                   | Jaroslav Bednář  | 46     | 27     | 41       | 68   | HC Slavia Praha      | Zde  |
| 2009/2010                   | Roman Červenka   | 50     | 30     | 43       | 73   | HC Slavia Praha      | Zde  |
| 2010/2011                   | Tomáš Vlasák     | 52     | 30     | 38       | 68   | HC Plzeň 1929        | Zde  |
| 2011/2012                   | Petr Nedvěd      | 49     | 24     | 37       | 61   | Bílí Tygři Liberec   | Zde  |
| 2012/2013                   | Martin Růžička   | 52     | 40     | 43       | 83   | HC Oceláři Třinec    | Zde  |
| 2013/2014                   | Petr Ton         | 50     | 35     | 32       | 67   | HC Sparta Praha      | Zde  |
| 2014/2015                   | Viktor Hübl      | 51     | 21     | 37       | 58   | HC Verva Litvínov    | Zde  |
| 2015/2016                   | Roman Červenka   | 49     | 23     | 38       | 61   | Piráti Chomutov      | Zde  |
| 2016/2017                   | Lukáš Pech       | 50     | 20     | 32       | 52   | HC Sparta Praha      | Zde  |
| 2017/2018                   | Milan Gulaš      | 48     | 23     | 38       | 61   | HC Škoda Plzeň       | Zde  |
| 2018/2019                   | Milan Gulaš      | 51     | 30     | 32       | 62   | HC Škoda Plzeň       | Zde  |
| 2019/2020                   | Milan Gulaš      | 52     | 35     | 41       | 76   | HC Škoda Plzeň       | Zde  |
| 2020/2021                   | Peter Mueller    | 46     | 29     | 35       | 64   | HC Kometa Brno       | Zde  |
| 2021/2022                   | Filip Chlapík    | 53     | 31     | 39       | 70   | HC Sparta Praha      | Zde  |
| 2022/2023                   | Martin Růžička   | 52     | 23     | 29       | 52   | HC Oceláři Třinec    | Zde  |
| 2023/2024                   | Tomáš Filippi    | 52     | 25     | 38       | 63   | Bílí Tygři Liberec   | Zde  |
| 2024/2025                   | Eduards Tralmaks | 48     | 23     | 28       | 51   | Rytíři Kladno        | Zde  |
| Zdroj na eliteprospects.com |                  |        |        |          |      |                      |      |

### Playoff
| Hráč            | Počet | Rok                             | Klub                                             |
| --------------- | ----- | ------------------------------- | ------------------------------------------------ |
| Martin Růžička  | 3x    | 2010/2011, 2018/2019, 2022/2023 | HC Oceláři Třinec                                |
| Roman Červenka  | 3x    | 2008/2009, 2009/2010, 2024/2025 | HC Slavia Praha, HC Dynamo Pardubice (2024/2025) |
| Jaroslav Hlinka | 2x    | 2005/2006, 2015/2016            | HC Sparta Praha                                  |
| Jiří Dopita     | 2x    | 1995/1996, 2000/2001            | HC Slovnaft Vsetín                               |

| Sezóna                      | Vítěz                                           | Utkání                                          | Branky                                          | Nahrávky                                        | Body                                            | Klub                                            |
| --------------------------- | ----------------------------------------------- | ----------------------------------------------- | ----------------------------------------------- | ----------------------------------------------- | ----------------------------------------------- | ----------------------------------------------- |
| 1993/1994                   | Josef Zajíc Otakar Vejvoda Radek Gardoň         | 11 11 11                                        | 8 6 4                                           | 8 10 12                                         | 16                                              | Poldi SONP Kladno                               |
| 1994/1995                   | Pavel Janků                                     | 12                                              | 9                                               | 8                                               | 17                                              | AC ZPS Zlín                                     |
| 1995/1996                   | Jiří Dopita                                     | 13                                              | 9                                               | 10                                              | 19                                              | HC Dadák Vsetín                                 |
| 1996/1997                   | Tomáš Sršeň                                     | 10                                              | 7                                               | 10                                              | 17                                              | HC Petra Vsetín                                 |
| 1997/1998                   | Richard Král                                    | 10                                              | 8                                               | 12                                              | 20                                              | HC Železárny Třínec                             |
| 1998/1999                   | Martin Procházka                                | 12                                              | 11                                              | 9                                               | 20                                              | HC Slovnaft Vsetín                              |
| 1999/2000                   | David Výborný                                   | 9                                               | 3                                               | 8                                               | 11                                              | HC Sparta Praha                                 |
| 2000/2001                   | Jiří Dopita                                     | 14                                              | 8                                               | 13                                              | 21                                              | HC Slovnaft Vsetín                              |
| 2001/2002                   | Ondřej Kratěna Michal Broš                      | 12 13                                           | 12 7                                            | 6 11                                            | 18                                              | HC Sparta Praha                                 |
| 2002/2003                   | Tomáš Blažek                                    | 16                                              | 7                                               | 8                                               | 15                                              | HC ČSOB Pojišťovna Pardubice                    |
| 2003/2004                   | Jaroslav Balaštík Petr Leška                    | 17 17                                           | 9 9                                             | 9 9                                             | 18                                              | HC Hamé Zlín                                    |
| 2004/2005                   | Aleš Hemský                                     | 16                                              | 4                                               | 10                                              | 14                                              | HC Moeller Pardubice                            |
| 2005/2006                   | Jaroslav Hlinka                                 | 17                                              | 10                                              | 6                                               | 16                                              | HC Sparta Praha                                 |
| 2006/2007                   | Petr Sýkora                                     | 18                                              | 12                                              | 6                                               | 18                                              | HC Moeller Pardubice                            |
| 2007/2008                   | Jakub Klepiš                                    | 19                                              | 10                                              | 7                                               | 17                                              | HC Slavia Praha                                 |
| 2008/2009                   | Roman Červenka                                  | 18                                              | 13                                              | 11                                              | 24                                              | HC Slavia Praha                                 |
| 2009/2010                   | Roman Červenka                                  | 16                                              | 9                                               | 15                                              | 24                                              | HC Slavia Praha                                 |
| 2010/2011                   | Martin Růžička                                  | 18                                              | 17                                              | 16                                              | 33                                              | HC Oceláři Třinec                               |
| 2011/2012                   | Tomáš Divíšek                                   | 20                                              | 6                                               | 20                                              | 26                                              | HC Kometa Brno                                  |
| 2012/2013                   | Jan Kovář                                       | 20                                              | 11                                              | 14                                              | 25                                              | HC Škoda Plzeň                                  |
| 2013/2014                   | Petr Čajánek                                    | 17                                              | 4                                               | 11                                              | 15                                              | PSG Zlín                                        |
| 2014/2015                   | Robin Hanzl                                     | 17                                              | 5                                               | 10                                              | 15                                              | HC Verva Litvínov                               |
| 2015/2016                   | Jaroslav Hlinka Branko Radivojevič              | 17 14                                           | 10 5                                            | 7 12                                            | 17                                              | HC Sparta Praha Bílí Tygři Liberec              |
| 2016/2017                   | Ivan Huml                                       | 17                                              | 5                                               | 11                                              | 16                                              | Piráti Chomutov                                 |
| 2017/2018                   | David Cienciala                                 | 18                                              | 7                                               | 9                                               | 16                                              | HC Oceláři Třinec                               |
| 2018/2019                   | Martin Růžička                                  | 17                                              | 7                                               | 11                                              | 18                                              | HC Oceláři Třinec                               |
| 2019/2020                   | z důvodu pandemie covidu-19 se play off nehrálo | z důvodu pandemie covidu-19 se play off nehrálo | z důvodu pandemie covidu-19 se play off nehrálo | z důvodu pandemie covidu-19 se play off nehrálo | z důvodu pandemie covidu-19 se play off nehrálo | z důvodu pandemie covidu-19 se play off nehrálo |
| 2020/2021                   | Michal Birner                                   | 15                                              | 4                                               | 12                                              | 16                                              | Bílí Tygři Liberec                              |
| 2021/2022                   | Filip Chlapík                                   | 16                                              | 5                                               | 10                                              | 15                                              | HC Sparta Praha                                 |
| 2022/2023                   | Martin Růžička                                  | 22                                              | 9                                               | 8                                               | 17                                              | HC Oceláři Třinec                               |
| 2023/2024                   | Libor Hudáček                                   | 21                                              | 6                                               | 10                                              | 16                                              | HC Oceláři Třinec                               |
| 2024/2025                   | Roman Červenka                                  | 15                                              | 5                                               | 14                                              | 19                                              | HC Dynamo Pardubice                             |
| Zdroj na eliteprospects.com |                                                 |                                                 |                                                 |                                                 |                                                 |                                                 |

## Seznam 10 nejproduktivnějších hokejistů (od sezóny 1993/1994 - 2024/2025)

### Základní část
| Pořadí            | Hráč           | Počet zápasů | Branky | Nahrávky | Body | Stav                        |
| ----------------- | -------------- | ------------ | ------ | -------- | ---- | --------------------------- |
| 1.                | Viktor Hübl    | 1153         | 375    | 465      | 840  | ukončená kariéra            |
| 2.                | Petr Leška     | 991          | 244    | 542      | 786  | ukončená kariéra            |
| 3.                | Richard Král   | 696          | 281    | 432      | 713  | ukončená kariéra            |
| 4.                | Jiří Burger    | 982          | 292    | 406      | 698  | ukončená kariéra            |
| 5.                | Martin Růžička | 755          | 296    | 367      | 663  | aktívní - HC Oceláři Třinec |
| 6.                | Petr Ton       | 761          | 335    | 323      | 658  | ukončená kariéra            |
| 7.                | Lukáš Pech     | 957          | 231    | 421      | 652  | aktívní - HC Tábor          |
| 8.                | Ondřej Kratěna | 954          | 279    | 362      | 641  | ukončená kariéra            |
| 9.                | Pavel Patera   | 724          | 226    | 413      | 639  | ukončená kariéra            |
| 10.               | Milan Gulaš    | 721          | 281    | 346      | 627  | ukončená kariéra            |
| Zdroj na hokej.cz |                |              |        |          |      |                             |

### Playoff
| Pořadí            | Hráč            | Počet zápasů | Branky | Nahrávky | Body | Stav                        |
| ----------------- | --------------- | ------------ | ------ | -------- | ---- | --------------------------- |
| 1.                | Ondřej Kratěna  | 201          | 59     | 75       | 134  | ukončená kariéra            |
| 2.                | Martin Růžička  | 147          | 63     | 64       | 127  | aktívní - HC Oceláři Třinec |
| 3.                | Jaroslav Hlinka | 160          | 51     | 73       | 124  | ukončená kariéra            |
| 4.                | Jiří Dopita     | 127          | 50     | 69       | 119  | ukončená kariéra            |
| 5.                | Petr Leška      | 153          | 35     | 81       | 116  | ukončená kariéra            |
| 6.                | Petr Kadlec     | 213          | 23     | 92       | 115  | ukončená kariéra            |
| 7.                | Viktor Ujčík    | 133          | 54     | 55       | 109  | ukončená kariéra            |
| 8.                | Petr Ton        | 141          | 46     | 51       | 97   | ukončená kariéra            |
| 9.                | Jiří Burger     | 140          | 35     | 62       | 97   | ukončená kariéra            |
| 10.               | Petr Čajánek    | 127          | 32     | 63       | 95   | ukončená kariéra            |
| Zdroj na hokej.cz |                 |              |        |          |      |                             |

## Souvislé články
Nejproduktivnější hráč v československé hokejové lize